# Eduardo Pitta

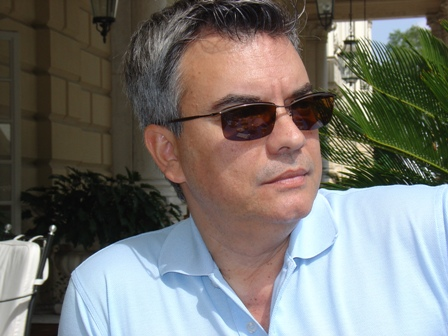
Eduardo Pitta

Eduardo Gama Cândido Pitta Pereira (* 9. August 1949 in Lourenço Marques, heute Maputo, Mosambik; † 25. Juli 2023 in Torres Vedras, Distrikt Lissabon, Portugal) war ein portugiesischer Schriftsteller, der auch als Lyriker, Essayist, Erzähler, Romancier, Kolumnist und Literaturkritiker tätig war.

## Leben
Pitta wurde im heutigen Maputo geboren und kam mit seiner Familie – wie hunderttausende andere Portugiesen auch – nach der Unabhängigkeit des Landes nach Portugal. Ab 1967 schrieb und veröffentlichte er regelmäßig, zunächst zwischen 1967 und 1975 in Zeitungen und Zeitschriften der portugiesischen Gemeinde in Mosambik.
Es sind insgesamt rund 20 Bücher des Autors erschienen. Dazu viele Texte in nationalen und internationalen Anthologien und Magazinen in Portugal, Spanien, Frankreich, Brasilien, USA und Italien. Auch war er regelmäßig Teilnehmer an Literaturkonferenzen in Portugal, Spanien, Frankreich, Italien, Griechenland und Kolumbien beteiligt.
Als Herausgeber zeichnet er für den Abschluss des Gesamtwerkes von António Botto verantwortlich.
Für diverse portugiesische Zeitungen und Zeitschriften war er als Kolumnist und Literaturkritiker tätig, so für Colóquio-Letras (1987 bis 2018), LER (1990 bis 2014), den Zeitungen Diário de Notícias (1996 bis 1998) sowie für Público (2005 bis 2011) und ab 2011 in der Zeitschrift Sábado. Pitta war mit dem verstorbenen Autor Al Berto befreundet.
Hauptthematiken seines Werkes sind der Antikolonialismus und Homosexualität. In der Auseinandersetzung mit dem Thema Homosexualität hat er diverse Essays über homophile Persönlichkeiten geschrieben, so über António Botto, Al Berto, W. H. Auden, Mário Cesariny, Fernando Pessoa, Walt Whitman und Oscar Wilde.
Er war offen homosexuell und heiratete 2010 seinen Partner Jorge Neves. Sein Werk ist bisher noch nicht auf Deutsch erschienen. 2013 erschien seine Autobiographie Um Rapaz a Arder (Ein Junge in Flammen).
Pitta starb am 25. Juli 2023 im Alter von 73 Jahren in Torres Vedras an den Komplikationen eines Schlaganfalls. Die Aufbahrung des Dichters fand im Palácio Foz statt und der eingeäscherte Leichnam wurde dann auf dem Cemeterio dos Olivais in Lissabon beigesetzt.

## Werk (Auswahl)
- Sílaba a Sílaba, 1974, Lyrik
- Um Cão de Angústia Progride, 1979, Lyrik
- A Linguagem da Desordem, 1983, Lyrik
- Olhos Calcinados, 1984, Lyrik
- Archote Glaciar, 1988, Lyrik
- Arbítrio, 1991, Lyrik
- Marcas de Água, 1999, Lyrik (1971–1990)
- Persona, 2000, Erzählungen, Kurzgeschichten
- Comenda de Fogo, 2002, Essays
- Fractura, 2003, Essays
- Metal Fundente, 2004, Essays
- Intriga em Família, 2007, Essays
- Cidade Proibida (Verbotene Stadt), 2007, Roman
- Aula de Poesia, 2010, Essays
- Desobediência, 2011, Lyrik
- Cadernos Italianos, 2013, Täglich
- Um Rapaz a Arder, Autobiographie, 2013
- Pompas Fúnebres, 2014, Essays
- Devastação, 2021, Erzählungen